# Aberración longitudinal
La aberración longitudinal es, en óptica, la distancia a lo largo del eje óptico desde el foco de los rayos paraxiales hasta el punto en que los rayos provenientes de los bordes exteriores de las lentes o superficies reflectantes intersecan dicho eje.
En la aberración de cromatismo, la distancia, medida sobre el eje óptico, entre los focos de dos colores patrón.
- Datos: Q2892797